# 5-Methylchrysen
5-Methylchrysen ist eine chemische Verbindung aus der Gruppe der polycyclischen aromatischen Kohlenwasserstoffe.

## Vorkommen
5-Methylchrysen wurde in Zigarettenrauch nachgewiesen.

## Gewinnung und Darstellung
5-Methylchrysen kann durch eine mehrstufige Reaktion ausgehend von Benzaldehyd und Acetophenon gewonnen werden.

## Eigenschaften
5-Methylchrysen ist ein farbloser Feststoff mit brillanter blau-violetter Fluoreszenz im ultravioletten Licht, der praktisch unlöslich in Wasser ist. Er besitzt eine Kristallstruktur mit der Raumgruppe P21/c (Raumgruppen-Nr. 14).